# Gymnopilus luteofolius
Gymnopilus luteofolius es una especie de hongo de la familia Cortinariaceae.

## Nombre común
- Español: hongo de la risa.[1][2]

## Descripción
Píleo convexo, con superficie escamosa, de 3-6 cm de diámetro, de color rojo púrpura o moreno rojizo, margen al principio enrollado y fibroso, sabor amargo, láminas adnadas con ligera decurrencia, moreno amarillentas y ferruginosas en la etapa adulta, estípite de 3-6 cm por 10 mm de diámetro, ligeramente ensanchado en la base, fibriloso a escamoso, con coloro con el píleo, velo fibriloso manchado de color ferruginoso por la esporada. Anillo súpero, ferruginoso manchado por la esporada. Esporas elípticas, morenas, de 4.4-7.7 X 3.3-5.5 µm.

## Distribución
En México se distribuye en el estado de México y Oaxaca. También se encuentra desde el sur de Canadá y al norte de California (E.U.A.).

## Hábitat
Se desarrolla en bosque de coníferas y en ambientes tropicales. Se encuentra solitario o formando grupos (gregario).

## Estado de conservación
Se conoce muy poco de la biología y hábitos de los hongos, por eso la mayoría de ellos no se han evaluado para conocer su estatus de riesgo (Norma Oficial Mexicana 059).

## Importancia cultural y usos
Posee sustancias alucinógenas.